# 讓-巴蒂斯特·德布雷
讓-巴蒂斯特·德布雷（法語：Jean-Baptiste Debret，法語發音：[ʒɑ̃ batist dəbʁɛ]；1768年4月18日—1848年6月28日）是一位法国画家，也是雅克-路易·大衛的學生，他曾前往巴西並创作了许多有關巴西人民的石版画。德布雷特在1798年舉辦的巴黎沙龍上获得了二等奖。德布雷去世後安葬於蒙馬特公墓。